# Сизенево (Московская область)
Сизенево — деревня в городском округе Шаховская Московской области.

## Население
| 1859 | 1926 | 2002 | 2006 | 2010 |
| ---- | ---- | ---- | ---- | ---- |
| 93   | ↘92  | ↘11  | ↘2   | ↗4   |

## География
Деревня расположена в центральной части округа, примерно в 4 км к юго-востоку от райцентра Шаховская, у истоков реки Хлупни (она же Костинка, левый приток Рузы), высота центра над уровнем моря 266 м. Ближайшие населённые пункты — Бурцево на юге и Юрьево на западе.
В деревне три улицы, приписаны пять садоводческих товариществ.

## Исторические сведения
В 1769 году Сезенево, Рыжино тож — пустошь Хованского стана Волоколамского уезда Московской губернии, владение секунд-майора Василия Васильевича Тархова с женой Настасьей Борисовной. К владению относилось 152 десятины 1738 саженей пашни, 146 десятин 1102 сажени леса, 15 десятин 1121 сажень сенного покоса, 12 десятин 540 саженей болот.
В середине XIX века сельцо Сизенево относилась к 1-му стану Волоколамского уезда и принадлежала Зверевым, пребывающим здесь постоянно. В сельце было 15 дворов, крестьян 36 душ мужского пола и 49 душ женского.
В «Списке населённых мест» 1862 года Сизенево (Сезенево) — владельческое сельцо 1-го стана Волоколамского уезда Московской губернии по левую сторону Московского тракта, шедшего от границы Зубцовского уезда на город Волоколамск, в 23 верстах от уездного города, при речке Колпянке, с 13 дворами и 93 жителями (39 мужчин, 54 женщины).
По данным на 1890 год деревня Сизенево входила в состав Бухоловской волости Волоколамского уезда, число душ мужского пола составляло 23 человека.
В 1913 году — 13 дворов.
По материалам Всесоюзной переписи населения 1926 года — центр Сизеневского сельсовета Судисловской волости, проживало 92 человека (43 мужчины, 49 женщин), насчитывалось 19 крестьянских хозяйств.
С 1929 года — населённый пункт в составе Шаховского района Московской области.
1994—2006 гг. — деревня Бухоловского сельского округа Шаховского района.
2006—2015 гг. — деревня сельского поселения Степаньковское Шаховского района.
2015 г. — н. в. — деревня городского округа Шаховская Московской области.